# Не прекращай мечтать
Не прекращай мечтать — другий студійний альбом гурту Pianoбой, випущений 10 вересня 2013 року лейблом Moon Records. Номінувався в категорії «Найкращий альбом» премії YUNA 2013.

## Про альбом
Дмитро Шуров, фронтмен гурту Pianoбой, працював над альбомом протягом 2012—2013 років. До нового альбому увійшло 13 композицій. Випустився альбом у трьох форматах — CD , грамплатівка і цифрове завантаження (у вільному доступі на SoundCloud).
У березні 2017 року Дмитро Шуров переспівав першу пісню «Родина» з альбому «Не прекращай мечтать» українською мовою. Автором тексту виступила вичителька української мови з міста Лисичанськ. У новій версії назва пісні — «Вітчизна».

## Список пісень
Автор музики і слів Дмитро Шуров. 
| #     | Назва          | Тривалість |
| ----- | -------------- | ---------- |
| 1.    | «Родина»       | 3:57       |
| 2.    | «Света»        | 3:37       |
| 3.    | «Бандерлоги»   | 3:46       |
| 4.    | «Зомби»        | 5:21       |
| 5.    | «Таблетка»     | 3:42       |
| 6.    | «Нет!»         | 3:10       |
| 7.    | «Ихтиандр»     | 4:30       |
| 8.    | «Одна»         | 3:28       |
| 9.    | «Ну как дела?» | 3:33       |
| 10.   | «Магия»        | 4:44       |
| 11.   | «Выходной»     | 4:41       |
| 12.   | «Письмо»       | 2:06       |
| 13.   | «Поезд»        | 6:39       |
| 53:07 |                |            |